# Jeļizaveta Romaņenko
Jeļizaveta Romaņenko (* 7. August 2004) ist eine lettische Leichtathletin, die sich auf den Sprint spezialisiert hat.

## Sportliche Laufbahn
Erste internationale Erfahrungen sammelte Jeļizaveta Romaņenko im Jahr 2023, als sie bei der 2. Liga der Team-Europameisterschaft im Rahmen der Europaspiele in Chorzów mit der lettischen 4-mal-100-Meter-Staffel disqualifiziert wurde.
2023 wurde Romaņenko lettische Meisterin in der 4-mal-100-Meter-Staffel.

## Persönliche Bestleistungen
- 100 Meter: 12,09 s (+1,6 m/s), 19. Juli 2023 in Pärnu
  - 60 Meter (Halle): 7,76 s, 15. Januar 2022 in Kuldīga
- 200 Meter: 24,58 s (+0,9 m/s), 19. Juli 2023 in Pärnu